# Блудов, Андрей Дмитриевич
Граф Андрей Дмитриевич Блудов (1817—1886) — русский дипломат, камергер (1861), тайный советник (1869). Коллекционер произведений искусства.

## Биография
Сын графа Дмитрия Николаевича Блудова родился 7 (19) сентября 1817 года; 21 сентября был крещён во Владимирском соборе при восприемстве сестры Анны.
Окончив в 1838 году кандидатом юридический факультет Императорского Санкт-Петербургского университета поступил на военную службу в Гусарский Его Величества лейб-гвардии полк. Высочайшим приказом от 3 ноября 1845 года был уволен в чине штабс-ротмистра от службы по домашним обстоятельствам. 3 января 1848 года был переименован в титулярные советники и определён в ведомство Министерства иностранных дел секретарём миссии в Вене. В 1849 году был пожалован придворным званием камер-юнкера. В 1855 году назначен старшим секретарём миссии в Ганновере, а в 1856 году — посольства в Лондоне.
25 октября 1861 года назначен чрезвычайным посланником и полномочным министром при греческом дворе, затем, 30 августа 1865 года, посланником при саксонских дворах и 13 декабря 1869 года — при короле бельгийцев. Должность посланника в Брюсселе Блудов занимал в течение 15 лет, до своей смерти от грудной жабы 30 марта (11 апреля) 1886 года.
Андрей Дмитриевич Блудов по примеру отца Дмитрия Николаевича, собиравшего памятники античной культуры, также коллекционировал произведения античного искусства, а также картины западноевропейских художников. В 1888 году собранная им коллекция памятников античного искусства была приобретена Императорским Эрмитажем.

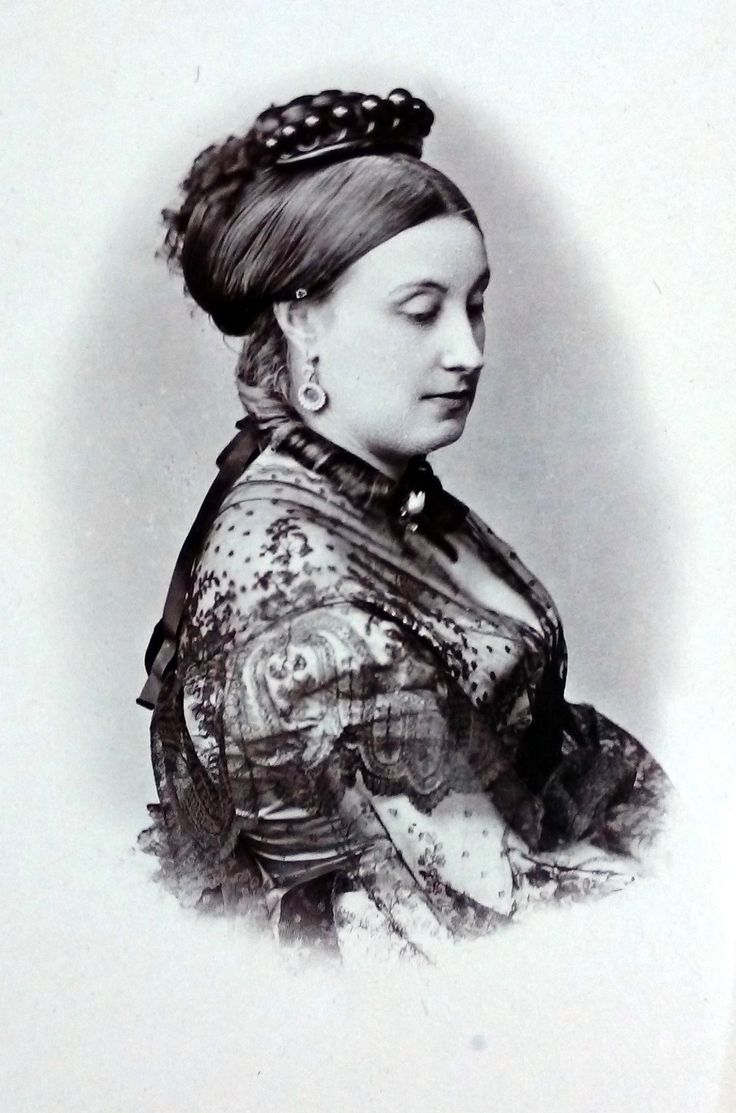
Елена Карловна Блудова

Похоронен в Санкт-Петербурге на Тихвинском кладбище Александро-Невской лавры.

## Семья
Жена (с 8 мая 1857 года; Берлин) — графиня Елена Карловна фон Альтен (1830—1890), дочь графа Карла фон Альтена и старшая сестра Луизы Кавендиш (жены герцога Девонширского).
Видевший Блудову в 1862 году в Лозанне Ф. И. Тютчев, писал своей жене: «Навестил элегантную, светскую жену Андрея Блудова, которая находится там уже несколько недель после болезни. Я нашел её совсем поправившейся, ещё более красивой, чем два года тому назад, но скучающей и пресыщенной великолепным видом, который целый месяц у неё перед глазами».
У них было две дочери:
- Анна (01.04.1858, Лондон — 1928), фрейлина, жена будущего вятского вице-губернатора графа Виктора Владимировича Комаровского (1866—1934).
- Елена (05.02.1861; Лондон — 1932), замужем первым браком (с 10.11.1880) за бельгийским промышленником Гастоном Сен-Поль де Синсэй[фр.]. В 1890 году развелась. Вторым браком вышла замуж за генерал-майора А. А. Левашова (1859—1936).